# وزارة عبد المحسن السعدون الأولى
الوزارة السعدونية الأولى أو وزارة عبد المحسن السعدون الأولى هي الحكومة الرابعة في تاريخ العراق الحديث. اسندت رئاسة الوزارة إلى عبد المحسن السعدون في 20 تشرين الثاني 1922، واستمرت الوزارة حتى 22 تشرين الثاني 1923.

## تشكيلة الوزارة
كان أعضاء مجلس الوزراء عند تشكيلها يوم 20 تشرين الثاني 1922 كما يلي:
- رئيس مجلس الوزراء: عبد المحسن السعدون
- وزير الداخلية: ناجي السويدي
- وزير المالية: ساسون حسقيل
- وزير المعارف: عبد الحسين الجلبي
- وزير الإشغال والمواصلات: ياسين الهاشمي
- وزير الأوقاف: عبد اللطيف المنديل
- وكيل وزير الدفاع: نوري السعيد، شغل منصب وزير الدفاع بالأصالة ابتداء من يوم 25 تشرين الأول 1923.

في اليوم التالي من تشكيل الوزارة، أي في 21 تشرين الثاني 1922، شغل رئيس الوزراء عبد المحسن السعدون منصب وكيل وزارة العدلية،
في يوم 25 تشرين الثاني 1922، شغل وزير الإشغال والمواصلات ياسين الهاشمي إضافة إلى وزارته منصب وكيل وزارة الأوقاف.
يوم 9 كانون الثاني 1923، أعفي ناجي السويدي من منصب وزارة الداخلية ليشغل منصب وزير العدلية.
أما منصب وزير الداخلية فقد شغل رئيس الوزراء عبد المحسن السعدون ابتداء من يوم 10 كانون الثاني 1923 إضافة إلى رئاسته لمجلس الوزراء.
استقالت الوزارة في يوم 22 تشرين الثاني 1923.